# Барри, Джон Вулф
Сэр Джон Вулф Барри (англ. Sir John Wolfe Barry, 7 декабря 1836 – 22 января 1918) — британский инженер-строитель. Его самый известный проект ― Тауэрский мост в Лондоне, который был построен между 1886 и 1894 годами.

## Биография
Барри ― младший сын архитектора, Чарльза Барри. Он получил образование в Гленалмонде и Королевском колледже в Лондоне, где был учеником инженера-строителя сэра Джона Хокшоу, как и его деловой партнёр Генри Марк Брюнель, сын великого Изамбарда Кингдома Брюнеля. Барри и Хокшоу, среди прочих проектов, работали над железнодорожными мостовыми переходами. Брюнель с 1871 года занимался собственным бизнесом, но в 1878 году вступил в партнёрство с Барри.
Барри начал собственную практику в 1867 году и в основном строил железные дороги. Однако, именно Тауэрский мост сделал имя Барри знаменитым. В 1878 году архитектор Гораций Джонс впервые предложил каркасный мост. Парламентский акт, разрешающий корпорации Лондонского сити построить его, был принят в 1885 году. Джонс был назначен архитектором и разработал первоначальный проект, за который в 1886 году был посвящен в рыцари. Барри, уже хорошо зарекомендовавший себя опытом строительства мостов через Темзу, был представлен в качестве инженера проекта и вместе с Генри Марком Брюнелем переработал механизмы, в результате чего был изменён план. Через месяц после начала строительства сэр Гораций Джонс умер, оставив Барри и Брюнеля наблюдать за ходом работ и завершить их. Мост был построен в 1894 году.
Он был избран членом Королевского общества (FRS) в 1895 году и произведен в рыцари-командоры Ордена Бани (KCB) в 1897 году. В 1898 году был избран президентом Института инженеров-строителей, в этом году он взял свое второе имя Вульф в качестве дополнительной фамилии. Он также был членом Смитоновского общества инженеров-строителей. и председателем правления Cable and Wireless с 1900 по 1917 год. В 1902 году присоединился к консалтинговой фирме Robert White & Partners, которая была переименована в Wolfe Barry, Robert White & Partners (позже, в 1946 году, переименована в Sir Bruce White, Wolfe Barry and Partners).
Барри умер в январе 1918 года и был похоронен на кладбище Бруквуд близ Уокинга в графстве Суррей.

## Другие проекты Барри
- Линия Дистрикт
- Кью (мост)
- Риджентс-канал

## Личная жизнь
Барри женился на Розалинде Грейс, дочери преподобного Эвана Эдварда Роуселла из Хэмблдона, графство Суррей. У них было четверо сыновей и три дочери. В 1922 году его памяти было посвящено мемориальное окно, спроектированное сэром Джоном Нинианом Компером в нефе Вестминстерского аббатства.